# Thymoites pallidus
Thymoites pallidus es una especie de araña araneomorfa del género Thymoites, familia Theridiidae. Fue descrita científicamente por Emerton en 1913.
Habita desde Indias Occidentales hasta Venezuela.